# Análisis táctico tridimensional
Análisis Táctico Tri-Dimensional (3D) es la metodología de análisis táctico bajo el concepto de Procedimientos, Técnicas y Tácticas Terroristas relacionada, así mismo, con las Maniobras Rhizome. El planeamiento es aplicable al combate urbano, y tiene en cuenta las agrupaciones de personas localizadas en estructuras urbanas sumamente complejas, incorporando características como edificios de multinivel, espacios abiertos entre edificios, puntos de congregación de masas y nudos de transporte.

## Definición
A modo de introducción, la táctica 3D es definida como "la táctica en la tercera dimensión en que se considera el espacio superior y el nivel subterráneo en operaciones terrestres y urbanas".

## Conceptos históricos
El concepto de las tácticas 3D fue definido, en la historia de la guerra naval, por Giuseppe Fioravanzo.

## Conceptos claves
La noción de tácticas 3D ha sido desarrollada junto con el concepto de seguridad esférica, sistema que consiste en la creación de círculos concéntricos de conocimiento y control, situados alrededor del área de interés u objetivo, en un análisis 3D que considera las zonas dominantes o sobre esa área así como las zonas bajo ella, incluidas las subterráneas. Los modelos de tácticas 3D identifican algunos de los fenómenos clave experimentados en entornos urbanos. En particular, "las deficiencias inherentes en la calidad de la información" encontradas en "la componente vertical en relación a la componente horizontal". Un aspecto clave, en la táctica urbana, es la importancia de alcanzar lo que se conoce como la "seguridad esférica'', es decir, la naturaleza tridimensional del enfrentamiento urbano, en el que prima la seguridad versátil, en todo el entorno. Esto requiere del pensamiento táctico en tres dimensiones.

## Influencias claves en desarrollo
La táctica 3D es representada, a menudo, como un espacio cúbico dentro del cual se desarrolla el análisis táctico:
- Esto incluye el terreno, la superficie, las zonas subterráneas y la tercera dimensión (cada edificio puede ocultar enemigos).[6]
- El concepto de táctica 3D se relaciona con la noción del cubo tridimensional que conceptualmente cubre el espacio urbano.

### Uso del cubo
El cubo de táctica 3D es una herramienta visual usada para definir el espacio táctico. Esto supone la comprensión convencional de la tercera dimensión en el combate de tierra –como el espacio sobre del terreno– y el entorno urbano, que consiste en las formas tridimensionales sólidas de un típico distrito central de negocios (Central Business District –CBD– en Inglés) conformado por edificios y espacios entre ellos. El cubo de táctica 3D se conforma, teóricamente, sobre 300m², lo que da cobertura efectiva y eficaz a la mayor parte de armas, e incorpora la mayoría de los edificios CBD.

### Táctica de la caja de combate de Curtis LeMay
La aproximación al análisis táctico o de tácticas 3D es una aplicación de la caja de combatede Curtis LeMay. Esta fue una formación táctica diseñada por las Fuerzas Aéreas del Ejército de los Estados Unidos para el despliegue de bombarderos pesados (estratégicos) durante la Segunda Guerra Mundial. El empleo de ilustraciones en 3D fue usado durante la Segunda Guerra Mundial, como medio de visualizar cómo formaciones de bombardero pesadas se defenderían contra interceptores enemigos en ausencia de escoltas propios, proporcionando un fuego entrelazado desde cada una de las aeronaves, operando en un sistema de apoyo mutuo.

## Modificación de tácticas de enjambre
Las Tácticas de Enjambre, swarming en Inglés, han sido identificadas como operaciones paradigmáticas de las Tácticas 3D. El Análisis de Tácticas 3D en relación con las Tácticas de Enjambres analiza como el enjambre, compuesto por múltiples entidades, puede atacar un objetivo desde múltiples direcciones y niveles de edificaciones (sobre y bajo el terreno) dentro de un área urbana. La comprensión de este comportamiento táctico, y por qué es capaz de tener éxito, requiere de un análisis de dos conceptos claves:
- Guerra de la información y
- Relaciones de Mando e Influencia (CI), como un componente del C2 Militar, Mando y Control.

## Conceptos relacionados
Existen varios conceptos relacionados con el conocimiento del análisis táctico 3D:
- Acciones Tácticas Simultáneas.
- Dominio del Espacio Aéreo.

### Acciones tácticas simultáneas
El análisis táctico 3D tiene sus orígenes en el concepto Simpkins de acciones tácticas simultáneas. En resumen, Simpkins:
- Hace una distinción entre tácticas convencionales terrestres articuladas en torno a un proceso organizado y secuencial de acciones, donde se puede seguir el desarrollo desde el punto de vista de la línea de fuego.
- Simpkins también identificó un nivel más complejo de las tácticas, conducidas no como una secuencia de acciones, sino como un aluvión de acciones continuas y simultáneas.

Simpkins, inicialmente propuso esto como "una maniobra simultánea múltiple y con ataques dirigidos contra un opositor con el objetivo de abrumarlo".

### Dominio del Espacio Aéreo
La consideración táctica del espacio aéreo próximo, sobre la superficie, ha sido significativa en la contribución al concepto de análisis táctico 3D, en particular:
- La combinación del concepto de seguridad esférica, junto al concepto de las tácticas simultáneas de Simpkins, han orientado su prioridad sobre los análisis de área.

Esto ha sido descrito como "la sensibilización de la circunstancia tridimensional del espacio local amistoso en la gestión del conflicto". Y, en esta particular formulación del paradigma táctico (representado por el análisis táctico 3D), el espacio entero que rodea una posición, o el objetivo en la guerra, es sujeto a un examen continuo y simultáneo.

## Metodología de Sistemas de Información geográfica
El acceso a los Sistema de Información geográfica (SIG – GIS) ha sido significativo en los últimos tiempos, influyendo en el desarrollo y conceptualización del análisis táctico 3D. Esto ha sido descrito como mirar alrededor, propiciando el acercamiento al pensamiento táctico en tres dimensiones, y la acomodación a la complejidad de entornos multidimensionales. En efecto, esto posibilita ver o mirar vertical, horizontal y espacialmente al mismo tiempo, lo que permite ser capaz de ver a través de un entorno confuso, la tradicional niebla de guerra.

## Relación con conceptos 3D contra incendios
El análisis táctico 3D ha sido fuertemente influenciado por las operaciones de los bomberos en el Reino Unido, EE. UU. y la mayoría de los países. Así, se ha desarrollado un concepto más coherente de táctica 3D llamada metodología 3D contra incendios.

## Relación con Operaciones en la Quinta Diensión
Más recientemente, el concepto de Análisis de Tácticas 3D ha sido incluido en el ámbito de las Operaciones en la Quinta Dimensión.